# Вильморен, Луи де
Пьер Луи Франсуа Левек де Вильморен (фр. Pierre Louis François Lévêque de Vilmorin или фр. Louis Lévêque de Vilmorin; род. в 1816 году, предположительно 18 апреля, умер 22 марта 1860 года) — французский ботаник, генетик и химик.

## Биография
Пьер Луи Франсуа Левек де Вильморен родился в 1816 году.
Он посвятил свою жизнь биологии и химии. Вильморен занимался преимущественно селекцией и культивированием растений.
Пьер Луи Франсуа Левек де Вильморен умер 22 марта 1860 года.

## Научная деятельность
Пьер Луи Франсуа Левек де Вильморен специализировался на семенных растениях.

### Некоторые публикации
- Note sur la création d’une nouvelle race de betterave et considération sur l’hérédité des plantes, Paris, 1856.

## Память
В его честь были названы следующие виды растений:
- Aster vilmorinii Franch.[3]
- Cucumis vilmorinii Hort.[4]
- Carex vilmorinii Mottet[5]
- Sorbus vilmorinii C.K.Schneid.[6]